# Liste der Naturdenkmäler in Vintl
Die Liste der Naturdenkmäler in Vintl (italienisch Vandoies) enthält die 14 als Naturdenkmal ausgewiesene Objekte auf dem Gebiet der Gemeinde Vintl in Südtirol.
Basis ist das im Internet einsehbare offizielle Verzeichnis der Naturdenkmäler in Südtirol (Stand: 23. Januar 2015). Dabei kann es sich um botanische, geologische oder hydrologische Naturdenkmäler handeln. Die Reihenfolge in dieser Liste orientiert sich an der ID, alternativ ist sie auch nach dem Namen sortierbar.

## Liste
| Foto |                 | Name                                                                     | Standort                     | Beschreibung                                          |
| ---- | --------------- | ------------------------------------------------------------------------ | ---------------------------- | ----------------------------------------------------- |
| BW   | Datei hochladen | Eine Buche unterm Bergl ID: 109_G01                                      | 46° 49′ 3″ N, 11° 42′ 53″ O  | Botanisches Naturdenkmal: Buche                       |
| BW   | Datei hochladen | Eine Eiche unterhalb des Liner Hofes ID: 109_G02                         | 46° 48′ 58″ N, 11° 45′ 3″ O  | Botanisches Naturdenkmal: Eiche                       |
| ja   | Datei hochladen | Obervintler Wasserfall ID: 109_G03                                       | 46° 48′ 56″ N, 11° 45′ 58″ O | Hydrologisches Naturdenkmal: Wasserfall               |
| BW   | Datei hochladen | Winnewiesmoos ID: 109_G04                                                | 46° 48′ 31″ N, 11° 46′ 7″ O  | Hydrologisches Naturdenkmal: Mineralbodenfeuchtgebiet |
| BW   | Datei hochladen | Auwald bei Weitental ID: 109_G05                                         | 46° 50′ 7″ N, 11° 43′ 38″ O  | Hydrologisches Naturdenkmal: Auwald                   |
| BW   | Datei hochladen | Eiskeller beim Zörhofer ID: 109_G06                                      | 46° 52′ 29″ N, 11° 43′ 26″ O | Geologisches Naturdenkmal: Eisloch                    |
| BW   | Datei hochladen | Eiskeller beim Feurer Hof ID: 109_G07                                    | 46° 52′ 57″ N, 11° 42′ 40″ O | Geologisches Naturdenkmal: Eisloch                    |
| BW   | Datei hochladen | Schmansner Wasserfall ID: 109_G08                                        | 46° 52′ 38″ N, 11° 43′ 35″ O | Hydrologisches Naturdenkmal: Wasserfall               |
| BW   | Datei hochladen | Feuchtgebiet beim Obergasserhof ID: 109_G09                              | 46° 53′ 39″ N, 11° 42′ 25″ O | Hydrologisches Naturdenkmal: Mineralbodenfeuchtgebiet |
| BW   | Datei hochladen | Dunklamm ID: 109_G10                                                     | 46° 54′ 55″ N, 11° 40′ 31″ O | Geologisches Naturdenkmal: Schlucht                   |
| BW   | Datei hochladen | Eisbrugg-Bach vom Ursprung bis zum Zusammenfluß mit dem Weiß ID: 109_G11 | 46° 55′ 14″ N, 11° 42′ 36″ O | Hydrologisches Naturdenkmal: Bach                     |
| ja   | Datei hochladen | Eisbruggsee ID: 109_G12                                                  | 46° 56′ 28″ N, 11° 43′ 44″ O | Hydrologisches Naturdenkmal: See                      |
| BW   | Datei hochladen | Grindlersee ID: 109_G13                                                  | 46° 56′ 43″ N, 11° 39′ 42″ O | Hydrologisches Naturdenkmal: See                      |
| BW   | Datei hochladen | Weitenbergsee ID: 109_G14                                                | 46° 56′ 45″ N, 11° 39′ 2″ O  | Hydrologisches Naturdenkmal: See                      |

| Foto: | Fotografie des Naturdenkmals. Klicken des Fotos erzeugt eine vergrößerte Ansicht. Daneben finden sich zwei Symbole: |
| ID    | Identifikator bei der Abteilung Natur, Landschaft und Raumentwicklung der Südtiroler Landesverwaltung               |